# Litothamnus
Litothamnus, rod glavočika,, dio tribusa Eupatorieae. Sastoji se od tri vrste iz sjeveroistočnog Brazila, Bahia.

## Opis
Rod Litothamnus uključuje tri vrste, a se nalaze u zoni grmova duž obale Bahije u Brazilu. Jedna od vrsta godinama je bila netočno smještena u Mikaniju (Holmes 1996). Rod karakteriziraju eliptični do obrnuto jajasti listovi i grmoliki habitus.

## Vrste
1. Litothamnus ellipticus R.M.King & H.Rob.
2. Litothamnus nitidus (DC.) W.C.Holmes
3. Litothamnus saundersiae B.L.Turner

## Sinonimi
Nema.